# Anceaumeville
Anceaumeville is een gemeente in het Franse departement Seine-Maritime in de regio Normandië en telt 698 inwoners (2011). De plaats maakt deel uit van het arrondissement Rouen.

## Geografie
De oppervlakte van Anceaumeville bedraagt 4,7 km², de bevolkingsdichtheid is 148,5 inwoners per km².
De onderstaande kaart toont de ligging van Anceaumeville met de belangrijkste infrastructuur en aangrenzende gemeenten.

## Demografie
Onderstaande figuur toont het verloop van het inwonertal (bron: INSEE-tellingen).